# Jean Raoul Pétraliphas
Jean Comnène Raoul Doukas Ange Pétraliphas (en grec: Ἱωάννης Κομνηνός Ῥαούλ Δούκας Ἄγγελος Πετραλίφας) (? - vers 1274) est un noble et un commandant militaire byzantin lors du règne de Michel VIII Paléologue.

## Biographie
Jean Raoul Pétraliphas est le fils aîné d'Alexis Raoul et d'une nièce de l'empereur de Nicée Jean III Doukas Vatatzès. Il a trois autres frères dont deux sont connus, le pinkernès Manuel et Isaac,. Les Raoul, comme toutes les familles de l'aristocratie traditionnelle, sont déconsidérés sous Théodore II Lascaris qui cherche à réduire l'influence et le pouvoir des nobles. À la place, il favorise des hommes d'origine modeste, notamment les frères Muzalon. L'une des sœurs de Jean est mariée à Georges Muzalon, le protégé de l'empereur, tandis que Jean Raoul Pétraliphas et ses frères sont emprisonnés à une date inconnue,.
De ce fait, la famille Raoul soutient activement le meurtre des frères Muzalon en 1258 après la mort de Théodore II. Après l'usurpation de Michel VIII Paléologue qui s'ensuit, ils sont récompensés par l'obtention de postes importants. À la suite de ses succès militaires, Jean est nommé protovestiaire, un titre anciennement détenu par Georges Muzalon. En 1259, Michel envoie Jean avec Jean Paléologue et Alexis Strategopoulos en campagne contre l'alliance entre le despotat d'Épire et la principauté d'Achaïe en Macédoine. Cette expédition se termine par une victoire décisive lors de la bataille de Pélagonia. Après cette victoire, Strategopoulos et Raoul pénètrent en Épire, s'emparent d'Arta et assiègent Ioannina. Toutefois, leurs succès sont annulés par Jean Doukas, le fils bâtard du dirigeant de l'Épire. Rien n'est connu de la suite de sa vie, à part qu'il meurt vers 1274,.
En 1261, Jean se marie avec Théodora Paléologue Cantacuzène, la nièce de Michel VIII et veuve de Georges Muzalon. Avec elle, il a au moins deux filles, Irène et Anne. Irène se marie avec le porphyrogénète Constantin Paléologue, le troisième fils de Michel VIII.